# Ketchum (Oklahoma)
Ketchum es un pueblo ubicado en el condado de Craig en el estado estadounidense de Oklahoma. En el año 2010 tenía una población de 442 habitantes y una densidad poblacional de 368,33 personas por km².

## Geografía
Ketchum se encuentra ubicado en las coordenadas 36°31′32″N 95°01′33″O / 36.525627, -95.025720.

## Demografía
Según la Oficina del Censo en 2000 los ingresos medios por hogar en la localidad eran de $25,000 y los ingresos medios por familia eran $32,500. Los hombres tenían unos ingresos medios de $25,313 frente a los $15,781 para las mujeres. La renta per cápita para la localidad era de $13,534. Alrededor del 12.3% de la población estaban por debajo del umbral de pobreza.